# Oper und Drama
Oper und Drama (Opera och drama) är Richard Wagners mest omfattande och viktiga konstteoretiska verk, som han skrev i exil i Zürich från september 1850 till februari 1851 och tillägnade sin vän Theodor Uhlig. Boken är skriven i essäform och Wagner lägger fram sina idéer om de ideala egenskaperna hos operan som konstform. Verket hör hemma bland andra essäer från den period då Wagner försökte förklara och förena sina politiska och konstnärliga idéer, vid en tidpunkt då han arbetade med librettin och senare musiken till sin cykel Nibelungens ring. Senare publicerade han detta omfattande verk i band tre och fyra av sina samlade skrifter, efter att han redan hade fått utdrag av den publicerad 1850 i Adolph Kolatscheks Deutsche Monatsschrift. Richard Strauss kallade den "boken av alla böcker om musik".

## Bakgrund

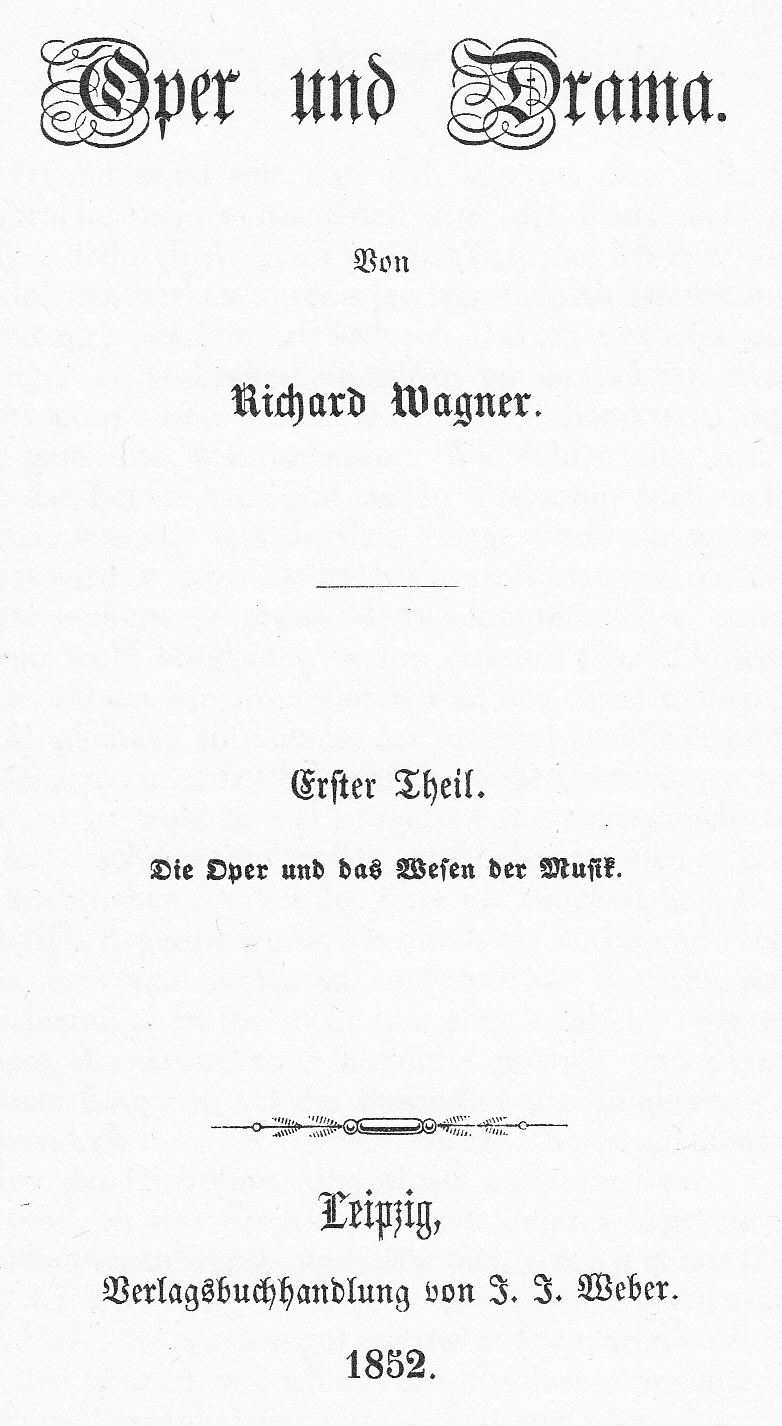
Framsida av originalupplagan.

Oper und Drama är det längsta av alla Wagners litterära verk, bortsett från hans självbiografi Mein Leben (376 sidor i engelsk översättning), och beskrivs kanske bättre med ordet "avhandling", som dess översättare W. Ashton Ellis föreslår. Det följer av hans tidigare skrifter från perioden 1849–50: i synnerhet "Die Kunst und die Revolution" (1849), som anger Wagners ideal för ett konstverk som skulle vara lämpligt för hans idealsamhälle; "Das Kunstwerk der Zukunft" (1849), som lägger fram idéer till ett musikdrama som skulle uppfylla sådana ideal; och "Judendomen i musiken" (1850), en antisemitisk kritik som angrep "judiskhetens" inflytande på den europeiska konstmusiken.
Wagner skrev hela boken i Zürich under fyra månader mellan oktober 1850 och januari 1851. Han gav offentliga uppläsningar av stora utdrag i Zürich i början av 1851, med en dedikation till Theodor Uhlig. Delar av den publicerades i Monatschrift, en intellektuell tidskrift, och hela verket publicerades i Leipzig 1852. En andra upplaga utkom 1868 med en dedikation till den tyske politiske författaren Constantin Frantz.
Den tidigaste engelska översättningen hade dykt upp så tidigt som 1856, men den översättning som allmänt används i den engelskspråkiga världen är den av W. Ashton Ellis, som publicerades första gången 1893. Liksom originalet är detta fullt av komplexa fraser, grammatik och struktur, vilket gör arbetet svårt att ta till sig. Till och med Ellis kommenterade att vissa "lockande epitet tycktes gruppera sig i en koruskation som förbryllade all beskrivning".

## Innehåll
Redan i sina tidigare skrifter hade Wagner beklagat sig över konstens förfall och försökt peka ut vägar till en idealisk konstform, till ett allkonstverk som omfattade alla konstarter. En central roll skulle spelas av sammansmältningen av drama och musik till musikdramatik. Wagner delar in sin bok i tre delar:
- Opera och musikens väsen
- Dramatiken och den dramatiska poesins väsen
- Poesi och musikalisk konst i framtidens drama

I de första delarna förklarar Wagner skillnaden mellan ord- och tonpoesi och definierar musiken som den mest fulländade formen av mänskligt språk, som poesins krona på verket. Vetenskapen har uppenbarat för oss "språkets organism; Men vad hon visade oss var en död organism som endast den största poetiska nödvändighet kan återuppliva, och det genom att tillsluta de sår som den anatomiska dissekeringskniven skurit upp i talkroppen och andas in i den den andedräkt som inspirerar den att röra sig av sig själv. Men det här andetaget är: – musiken!" Medan Gluck och Mozart framställs som positiva exempel på operakompositörer, framställer Wagner Webers operor som genrens begynnande nedgång och vänder sig slutligen kritiskt mot Rossini och särskilt mot Meyerbeer: "Hemligheten med Meyerbeers operamusik är – effekten" och beskriver denna term som "effekt utan orsak".
Poeten och kompositören fortsätter med att illustrera den speciella effekten av stavrim och harmonisk modulation med urtoner för att kunna uttrycka de största känslomässiga känslorna. Han beskriver den manuella proceduren för att hitta vissa toner och tonarter. I detta avseende har Wagner verkligen utvecklat en ny metod som "kompositör" för att uppnå största möjliga effekt på mänskliga känslor. Han är den förste tonsättaren som nästan vetenskapligt behandlar musikens inverkan, i likhet med Berlinfysikern Hermann von Helmholtz, som nästan samtidigt behandlade musikens fysiologiska funktion och publicerade "Teorin om ljudförnimmelser som musikens fysiologiska grund".

## Tonmåleri och Ledmotiv
Musiken eller harmonin (som det feminina) är det "födelseelement" som tar upp den poetiska intentionen endast som ett fortplantningsfrö, skriver Wagner – och han fortsätter med att filosofera om hur en orkester optimalt fungerar för musikens förmedling och uppfinner termen "tonmålning". För första gången försöker en tonsättare "planera" musikens effekt som om den låg på ritbordet, att använda musik för att "bygga upp spänning i en stilla fas av den dramatiska handlingen" för att väcka och öka förväntningarna och begären hos lyssnaren. Musiken måste tilltala känslan mer än mottagaren i sinnet. Han kommer sedan till "melodiska ögonblick", som är viktiga byggstenar i dramat som "emotionella vägvisare", så att vi "minns" "föraningen" och "minnet" låter oss gissa. Wagner illustrerar här sin "ledmotivsteknik", som han sedan skulle använda som en "oändlig melodi" för att transportera transportband från aktionen i Nibelungens ring, som han påbörjade lite senare.
Tonpoeten Wagner argumenterar avslutningsvis för att ett effektivt drama endast kan uppstå ur tonsatt poesi och att poet och musiker måste samordna sig på ett sådant sätt att ett perfekt musikaliskt uttryck förverkligas. "Det som inte är värt att sjunga är inte värt poesi", hävdar han logiskt. I en "utblick" drar Wagner sedan en länk till den omvälvande förändringen i konstlandskapet:
"Där nu statsmannen förtvivlar, politikern låter händerna falla, socialisten plågas av fruktlösa system, t.o.m. filosofen kan blott tolka men icke på förhand proklamera [...], där är det konstnären som med klar blick kan se former, när de visar sig för längtan efter det enda sanna – människan –Kräver. Konstnären kan se en värld som ännu inte har formats i förväg [...]. Men hans nöje är kommunikation [...], så han finner också de hjärtan, till och med sinnen, till vilka han kan kommunicera sig själv. […] Skaparen av framtidens konstverk är ingen annan än nutidens konstnär, som känner framtidens liv och längtar efter att vara innesluten i det. Den som närer denna längtan från sin egen förmögenhet lever redan i ett bättre liv – men det kan bara en person göra: – konstnären.

## Betydelse
Wagnerkännaren Curt von Westernhagen identifierade tre viktiga problem som diskuterades i essän och som var särskilt relevanta för Wagners operautveckling: problemet med att förena versbetoningen med melodin; de problem som orsakas av formella arior i dramatisk struktur, och hur operamusik skulle kunna organiseras på en annan grund av organisk tillväxt och modulation; och de musikaliska motivens funktion att knyta samman delar av handlingen vars kopplingar annars kunde vara outtalade (det som kom att bli känt som ledmotivstekniken, även om Wagner själv inte använde detta ord).